# السيد نصير

السيد نصير

السيد محمد نصير والشهير بسيد نصير رباع مصري وهو أول مصري وعربي يفوز بميدالية ذهبية في الدورات الأوليمبية.

## بداياته
ولد سيد نصير في 31 أغسطس عام 1905م بقرية شوبر بطنطا، التحق بمدرسة طنطا ثم مدرسة طنطا الثانوية حيث بدأ ممارسة رياضة رفع الأثقال.
فقد شاهد سيد نصير في مولد السيد البدوي ألعاب البطل المصري القديم عبد الحليم المصري صاحب الفضل في نشر لعبة رفع الأثقال في مصر، فبدأ عشقه لرياضة رفع الأثقال وعاد نصير إلى مدرسته ليكون فريقا لرفع الأثقال.
في عام 1925م اشترك سيد نصير في بطولة القطر المصري وفاز بها وظل محتفظا بهذه البطولة حتى عام 1928م.

## بطولاته
بعد فوز نصير في بطولة القطر المصري لعام 1928م في وزني خفيف الثقيل والثقيل بدأ استعداده لدورة الألعاب الأولمبية بأمستردام عام 1928م، وكان يشرف على تدريبه المدرب القدير محمد بسيوني.
وشارك سيد نصير في بطولة أمستردام وفاز بذهبية وزن خفيف الثقيل بمجموعة 355.5 كجم (ضغط 100 كجم - خطف 110 كجم - نطر 147.5 كجم) ليصبح أول مصري وعربي يفوز بميدالية ذهبية في الدورات الأوليمبية.
ذاعت شهرة سيد نصير في مصر والعالم بعد عودته من أمستردام وفي مصر لفت أنجاز سيد نصير الدولة إلى تشجيع هذه الرياضة وتوفير الأندية التي تمارس هذه اللعبة، كما ساهمت أنجازات سيد نصير في أنتشار رياضة رفع الأثقال في مصر.
وفى العام 1930م فاز سيد نصير ببطولة العالم في رفع الأثقال للوزن الثقيل في ميونخ وعام 1931م في لوكسمبورغ.
وقد ظل رقم النطر باليدين مسجلا باسمه لمدة 15 عاما وهو 167 كجم ولم يتمكن من انتزاعه منه إلا قريبه البطل المصري محمد جعيصة حيث سجل 170.5 كجم عام 1945م.
حصل سيد نصير على وسام النيل في الأربعينات ووسام الرياضة من الرئيس جمال عبد الناصر في أكتوبر عام 1965م.
وتم تعيينة وكيل وزارة الشباب وكان مسئولا عن مجموعات الكشافة والمرشدات في تطهير مدينة بورسعيد ابان العدوان الثلاثى 1956
وكان لة ولد وبنتان حسن وفادية ونادية

## مدح أمير الشعراء
سيد نصير هو الرياضى الوحيد الذي نظم له أمير الشعراء أحمد شوقي قصيدة يقول فيها :
شرفا نصير ارفع جابينك عاليا... وتلق من أوطـانك الأكـليـلا
يا قاهر الغرب العتيـد ملأته... بثناء مصر على الشفاه جميلا
ان الـذى خلق الحـديد وبأسـه... جعل الحـديد لساعديـك ذليلا
قـل يـانصـير وأنت بـر صـادق... أحمـلت إنسانـا عليك ثقيـلا
أحمـلت دنـيـا في حياتـك مـرة... أحملت يوما في الضلوع عليـلا
أحمـلت ظـلما من قريـب غـادر... أوكـاشـح بالأمس كان خليـلا
أحملت طغيان اللئيم إذا اغتنى... أو نال من جاه الأمور قليلا
تـلك الحيـاة وهـذه اثقـالهـا... وُزن الحديـد بهـا فصار ضئيلا

## وفاته
توفي السيد نصير عام 1974م عن عمر يناهز 69 عاما وكان متزوجا ولديه 3 أولاد، وقد سميت بطولة دولية تقام في الإسكندرية باسمه وبدأت منذ عام 1977م

## روابط خارجية
- السيد نصير على موقع اللجنة الأولمبية الدولية (الإنجليزية)
- السيد نصير على موقع أوليمبيديا (الإنجليزية)